# Vila Jordánská 670
Vila v ulici Jordánská je rodinná vila v Praze 9-Kyjích v lokalitě Hutě. Od roku 2007 je spolu se zahradou chráněna jako nemovitá kulturní památka České republiky. Ochrana zahrnuje objekt vily čp. 670 (parcela č. 2042), zahradu (parcela č. 2043) a pozemky parc. č. 2042 a 2043.

## Historie
Pozdně funkcionalistická vila postavená v letech 1940–1941 vznikla podle návrhu architekta Zdeňka Kejře. Kombinuje prvky emocionálního funkcionalismu a romantizujících tendencí konce 30. let 20. století. Odkazuje na dobový kult parníků a aerodynamických dopravních prostředků, vyznačující pražskou architekturu. Schodiště a hala jsou pojaty v duchu romantismu se zdůrazněnou kvalitou řemesla. Ojedinělé je použití sklobetonových stěn se skleněnými výplněmi v příčkách terasy balkonu.

## Popis
Volně stojící jednopatrová stavba má v severozápadní části věžový pavilon v úrovni 2. patra, na jehož střechu navazuje předstupující široká zaoblená markýza. Z pavilonu se vychází na plochou střechu. Na severní straně vily se nachází arkýř s balkonem, na jižní po celé délce balkon, který přechází na zaoblení domu. Zasklená terasa v ose balkonu je na bocích členěná stěnami s řadou sklobetonových kruhových otvorů s geometricky strukturovanými okrouhlými skleněnými výplněmi.
Dochovalo se
Vila je cenná původní dispozicí i dochovanými předměty a stavebními prvky. Zachovala se původní omítka domu, v interiéru pak prvky z leštěného dřeva a architektonicky členěné zábradlí, dál dveře a okna v hale zakončené půlkruhově a lemované dřevěnou zárubní. V zábradlí v patře je původní zasklená vitrina. Zachováno zůstalo i několik kusů nábytku, projektovaného rovněž architektem budovy.
Zahrada
V zahradě vily rostou hodnotné vzrostlé solitéry.